# Холевац, Вечеслав
Вечеслав Холевац (хорв. Većeslav Holjevac, 28 августа 1917, Карловац — 11 июля 1970, Загреб) — югославский политический, военный и партийный деятель, участник Народно-освободительной борьбы Югославии, Народный герой Югославии; в 1952—1963 годах занимал пост градоначальника Загреба. По продолжительности нахождения на этом посту (11 лет) занимает второе место после Адольфа Мошинского.

## Биография

### До войны
Холевац родился 22 августа 1917 года в Карловаце. Там он окончил шесть классов гимназии и позже присоединился к революционному рабочему движению. В 1939 году он вступил в Коммунистическую партию Югославии и на следующий год по рекомендации Ивана Маринковича был выбран в районный комитет Коммунистической партии Хорватии по Карловацу, Кордуну и Банье. Благодаря своей работе Холевац стал довольно известен в Карловаце. 27 марта 1941 года он организовал одну из самых успешных демонстраций в Хорватии.

### Народно-освободительная борьба
Сразу после начала войны в Югославии Холевац занимался организацией молодёжных боевых бригад, которые начали свою деятельность в апреле 1941 года. Как один из организаторов восстания в Кордуне и член Военного комитета, Холевац принимал участие в мероприятиях по обеспечению партизанской армии вооружением для предстоящей борьбы. В июле 1941 года он становится одним из руководителей восстания в Кордуне. С первой группой кордунских партизан Холевац осуществил нападение на жандармский пост и в ходе боестолкновения был легко ранен.
В ноябре 1941 года Холевац с отрядом добровольцев участвовал в операции по освобождению партизана Марияна Чавича, находящегося под арестом в больнице Карловаца. Однако, спасти товарища не удалось, так как того уже перевели из больницы. В завязавшемся бою партизаны убили двух усташей и нескольких итальянских солдат, потеряв одно человека убитым и одного — раненым. Операция нанесла серьёзный ущерб репутации оккупационных сил.
В ноябре 2010 года группа граждан потребовала возбудить уголовное дело за это нападение на больницу.
В конце 1941 года Холевац был избран политическим комиссаром Народно-освободительного движения по Кордуну и Банье. После этого занимал посты политического комиссара, а затем — командира Второго (загребского) оперативного района. В конце 1942 года он был назначен на должность политического комиссара Первого хорватского корпуса и занимал этот пост до конца войны.
Вечеслав Холевац участвовал во многих сражениях в Хорватии, Боснии, Словении, а также в завершающих операциях по освобождению Истрии и Триеста. После освобождения Загреба восьмого мая он был командиром расквартированной в городе части, а затем — командиром военной администрации югославской армии в Истрии. В 1946—1948 годах Холевац был главой военной миссии СФРЮ в Берлине.

### Послевоенная карьера

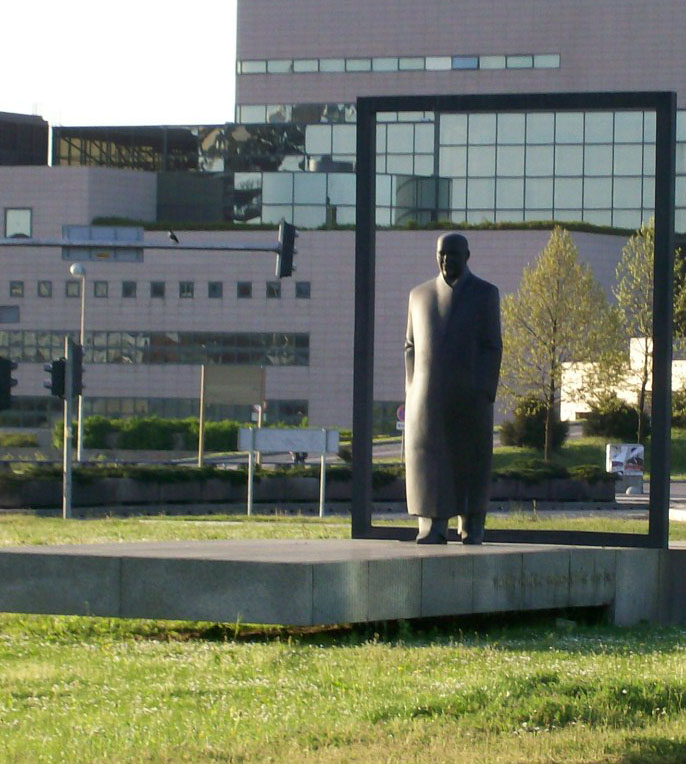
Памятник Вечеславу Холевацу в Загребе

После демобилизации Холевац был министром новоосвобождённых районов, министром труда в союзном правительстве и министром транспорта Социалистической Республики Хорватии. В 1948—1952 годах состоял в Центральном комитете Коммунистической партии Хорватии, а в 1952—1963 годах занимал должность председателя Городского национального собрания Загреба и членом секретариата Городского комитета Союза коммунистов Хорватии. Во время его нахождения в должности на реке Сава было начато строительство Нового Загреба, было построено значительное количество важных сооружений, в том числе мост через Саву.
Своей сильной и независимой политикой Холевац противостоял союзному югославскому правительству, а после публикации «Декларации о названии и положении хорватского языка» в 1967 году был исключён из ЦК Союза коммунистов Хорватии.
Холевац также был членом четвёртого созыва Хорватского сабора и председателем Общества эмигрантов Хорватии; он написал книги «Хорваты за рубежом» и «Записки из родного города».
Вечеслав Холевац умер 11 июля 1970 года в Загребе после тяжёлой болезни. Он был похоронен в Гробнице народных героев на Загребском кладбище Мирогой.

## Семья
Дочь Вечеслава Холеваца — Татьяна Холевац — председатель Скупщины Загреба. Она также участвовала как независимый кандидат на выборах главы города в 2005 году и набрала 6,97 % голосов, заняв четвёртое место.

## Награды
23 июля 1951 года Холевац был награждён орденом Народного героя. Также награждён орденами Партизанской памяти, Партизанской звезды, За Храбрость и другими югославскими орденами.

## Память
В честь Вечеслава Холеваца названа одна из крупных улиц Загреба. В Загребе Народному герою поставлен памятник, а в родном Карловаце установлен бюст. В 2002 году Холевац посмертно награждён хорватским орденом Анте Старчевича. В 2008 году Холевацу было посмертно присвоено звание Почётного гражданина Загреба.